# Кулунъях (приток Лонтынъяха)
Кулунъях (Кулун-Ях) — река в России, протекает по Каргасокскому району Томской области. Устье реки находится в 110 км по левому берегу реки Лонтынъях. Длина реки составляет 10 км.

## Данные водного реестра
По данным государственного водного реестра России относится к Верхнеобскому бассейновому округу, водохозяйственный участок реки — Васюган, речной подбассейн реки — Васюган. Речной бассейн реки — (Верхняя) Обь до впадения Иртыша.
Код объекта в государственном водном реестре — 13010800112115200030829.